# Las Jana III Sobieskiego
Las Jana III Sobieskiego este o arie protejată (sit de importanță comunitară — SCI) din Polonia întinsă pe o suprafață de 114,4 ha, integral pe uscat.

## Localizare
Centrul sitului Las Jana III Sobieskiego este situat la coordonatele 52°13′58″N 21°09′56″E / 52.2327°N 21.1655°E.

## Înființare
Situl Las Jana III Sobieskiego a fost declarat sit de importanță comunitară în octombrie 2009 pentru a proteja un număr necunoscut de specii din flora spontană și fauna sălbatică aflate în arealul zonei.

## Biodiversitate
Situată în ecoregiunea continentală, aria protejată conține 2 habitate naturale: Păduri de stejar și carpen Galio-Carpinetum, Păduri stepice euro-siberiene cu Quercus spp..
La baza desemnării sitului se află un număr nedeclarat de specii protejate.